# Медведићи (ТВ серија)
Медведићи (енгл. Disney's Adventures of the Gummi Bears) је америчка анимирана телевизијска серија која се прво приказивала од 1985. до 1991. године у Сједињеним Америчким Државама. Представља прцу анимирану продукцију Walt Disney Animation Television и слабо је инспирисана слаткишима медведићи; председавајући Disney Мајкл Ајснер је добио инспирацију за серију једног дана када је његов син тражио слаткише. Премијера серије 14. септембра 1985. године на мрежи NBC и приказане су четири сезоне тамо. Серија је премештена на мрежу ABC за једну сезону од 1989. до 1990. године (приказивавши се заједно са серијом Нове пустоловине Винија Пуа као Медведићи-Вини Пу час) и завршила се 6. септембра 1991. године као део телевизијско-синдикацијској пакета Дизни поподне.
У Србији се серија приказивала 2008. године на каналу РТС 1, синхронизована на српски језик. Синхронизацију је радио студио Loudworks и продукцију Luxor Co.

## Улоге
| Лик            | Глас                                                                       |
| -------------- | -------------------------------------------------------------------------- |
| Графи          | Бил Скот Кори Бертон                                                       |
| Зами           | Пол Винчел Џим Камингс                                                     |
| Греми          | Џун Фореј                                                                  |
| Тами           | Лоренцо Мјузик                                                             |
| Сани           | Кејти Леј                                                                  |
| Каби           | Ноел Норт                                                                  |
| Кевин          | Кристијан Џејкобс Брет Џонсон Дејвид Фустино Џејсон Марсден Р. Ј. Вилијамс |
| Кала           | Ноел Норт                                                                  |
| сер Таксфорд   | Бил Скот Роџер Ц. Кармел Брајан Камингс                                    |
| војвода Игторн | Мајкл Реј                                                                  |
| краљ Грегор    | Мајкл Реј                                                                  |
| Чами           | Џим Камингс                                                                |
| Тодварт „Тоди” | Бил Скот Кори Бертон                                                       |
| Анвин          | Вил Рајан                                                                  |
| Флинт Шрабвуд  | Кори Бертон                                                                |